# Tiina Leesment Bergh
Tiina Leesment Bergh, född Leesment, 1 juli 1945, död 17 mars 2018 i Malmö, var en estnisk-svensk idrottsinstruktör. 
Tiina Leesment växte upp i Malmö i en flyktingfamilj från Estland. Hon hade en svensk gymnastiklärarutbildning vid CGI och praktik i Malmöflickorna med hennes mamma Leida Leesment. Efter att ha arbetat vid Malmö Latinskolan som idrottslärare övergick hon till att arbeta med Malmöflickorna på heltid.